# Solanum fortunense
Solanum fortunense är en potatisväxtart som beskrevs av Lynn Bohs. Solanum fortunense ingår i släktet skattor som ingår i familjen potatisväxter. IUCN kategoriserar arten globalt som sårbar. Inga underarter finns listade i Catalogue of Life.